# Matilda-effektus
A Matilda-effektus egy általános előítélet a női kutatók eredményeivel szemben, melyeket inkább férfi kollégáiknak tulajdonítanak. Először Margaret W. Rossiter tudománytörténész írta le a jelenséget 1993-ban.
A kifejezés az amerikai nőjogi aktivistáról, Matilda Joslyn Gage-ről kapta a nevét, aki először figyelte meg a fenti folyamatot a XIX. század végén. A kifejezéshez szorosan kapcsolódik a Robert K. Mertonján: ugyanazért a munkáért sokkal nagyobb eséllyel jut elismeréshez egy ismertebb kutató, mint ismeretlen kollégája.
Rossiter számos példát hoz a hatás bemutatására, többek közt a XI.-XII. században alkotó Salernoi Trotula olasz orvost, akinek munkáit gyakran férfi szerzőknek tulajdonítottak, ráadásul a női oktatókkal és orvosokkal szembeni ellenséges gondolkodás okán gyakran a létezését is tagadták. Rossiter XX. századi esteket is feldolgoz, többek között Marie Curie-ét, aki 1903-ban kizárólag férje és a svéd matematikus és Nobel-bizottsági tag Magnus Goesta Mittag-Leffler követelésére kaphatta meg férjével megosztva a fizikai Nobel-díjat.

## Kutatások
Az egyik Matilda-effektust vizsgáló kutatás több, mint ezer publikációt elemzett 1991 és 2005 között, és megmutatta, hogy a férfi tudósokat sokkal többen citálják, mint női kollégáikat. Egy másik, holland tanulmány arra az eredményre jutott, hogy Hollandiában a professzorjelöltek értékelését befolyásolja az hogy melyik nemhez tartoznak, de hasonló eredményre jutottak olasz, spanyol és amerikai tanulmányok. Svájci kutatók vizsgálatából kiderült, hogy a médiában sokkal többször szólaltatnak meg férfi tudósokat, ezzel tovább erősítve a Matilda-effektust és a női kutatókkal szembeni sztereotípiákat.
Nem csak a hivatkozások és a média, de a szakmai díjakból is kevésbé részesülnek a női kutatók, mint a férfiak egy amerikai vizsgálat szerint, bár ez a tendencia csökkenést mutat, sokkal hangsúlyosabb volt az ezredforduló előtt, mint utána.